# Эдмундо Рос
Эдмундо Уильям Рос (7 декабря 1910[…], Порт-оф-Спейн — 21 октября 2011[…], Аликанте) музыкант, вокалист, аранжировщик, руководитель джаз-оркестра, музыкальный продюсер. Дирижировал популярным латиноамериканским оркестром и являлся владельцем одного из ведущих ночных клубов Лондона. Известен в Европе и Северной Америке. В течение длительного времени он считался «королем латиноамериканской музыки».

## Биография
Родился в Порт-оф-Спейне, Тринидаде. Мать — чёрная венесуэлка, отец шотландец. Эдмундо — старший из четырёх детей: две сестры, Руби и Элинор, и брат Хьюго. Родители развелись после рождения четвёртого ребёнка. Заниматься творчеством Рос начал во время службы в военном училище: играл в венесуэльской группе военного училища.
С 1927 по 1937 Эдмундо со своей семьей жил в Каракасе, Венесуэла. Играл в венесуэльском симфоническом оркестре. Позже он получил от правительства музыкальную стипендию, которую направил на свое обучение в Королевской консерватории в Лондоне по классам гармонии, композиции и оркестровки. С 1937 до 1942 он изучал в консерватории музыкальные науки. В то же самое время он был вокалистом и ударником в группе кубинского афро-пианиста и певца Дона Марино (Don Marino). Рос был женат дважды. В 1950 году он вступил в первый брак и его женой стала Бритт Йохансен. От первого брака у них было двое детей — Дуглас и Луиза. Эдмундо построил большой дом на Пэйдж-Стрит, который в настоящее время является туристическим объектом. В повторный брак он вступил в 1971 году.

## Творчество
В августе 1940 года Эдмундо Рос сформировал свою собственную группу румбы. Группа выступала с концертами в лондонских ночных клубах и ресторанах. В одном из них, Коконат-Гроува на Риджент-Стрит, состоялся первый публичный танцевальный выход принцессы Елизаветы. Газеты широко осветили это событие, упомянув при этом и оркестр, что послужило ему хорошей рекламой.
В 1946 году ему уже принадлежали клуб, школа танца, звукозаписывающая компания и агентство художников. Группа выросла до 16 музыкантов.
Альбом «Свадебная Самба» в 1949 году был продан тиражом в три миллиона экземпляров. А альбом «Ритмы Юга» в 1958 году стал одним из первых высококачественных стерео долгоиграющей пластинки, что позволило продать миллион копий.
Оркестр Эдмундо Роса был единственным в Европе, специализировавшимся в латиноамериканском жанре в таком широком диапазоне. Конечно, его стиль был отшлифован и адаптирован под европейский вкус, но тончайшая инструментальная аранжировка его композиций достигала совершенства.
В 1951 году Эдмундо купил «Коконат гроув» на Риджент-Стрит и позже, в 1964 году переименовал это заведение в Клуб Обеда и Ужина Эдмундо Роса. Клуб очень быстро стал популярным благодаря своей атмосфере и музыке.
В 1975 году, во время седьмого тура группы по Японии, Союз музыкантов попытался взять руководство группы в свои руки. После возвращения на родину была проведена встреча группы с журналистами компании Би-би-си, после которой Рос объявил о роспуске оркестра. Кроме того, он уничтожил все письменные документы, подтверждающие договорные обязательства, тем самым окончательно закончив существование оркестра.
Эдмундо Рос переехал в Испанию. 8 января 1994 года он дал свой последний публичный концерт. В 2000 году Рос был награждён Орденом Британской империи.
В 1994 году совместно со Стэнли Блэком Рос дал свой последний концерт в Лондоне, и навсегда исчез с глаз зрителей. В 2000 году композитор Майкл Найман создал телевизионный документальный фильм о Эдмунде Рос, о его жизни и творчестве.

## Альбомография
Самые популярные альбомы:
1. Edmundo Ros And His Rumba Band, 1939—1941, LP
2. Tropical Magic, 1942—1944, LP
3. Cuban Love Song, 1945, LP
4. On Broadway, LP
5. Show Boat/Porgy & Bess, LP
6. Ros at the Opera
7. Broadway goes Latin
8. Rhythms of the South
9. Latin Carnival
10. New Rhythms of The South
11. Latin Boss…Señor Ros
12. Arriba
13. Latin Hits I Missed
14. Strings Latino!
15. Hair Goes Latin
16. Heading South of the Border
17. The Latin King
18. This is My World
19. Caribbean Ros
20. Sunshine and Olé!
21. Give My Regards to Broadway
22. Doin' the Samba, CD
23. Rhythms of the South/New Rhythms of the South, CD
24. Good! Good! Good!, CD
25. Strings Latino/Latin Hits I Missed, CD
26. That Latin Sound
27. Wedding Samba (Überarbeitung des jiddischen LiedesNayer Sher)
28. Cancion Cubana
29. Mambo Jambo, Naxos, CD